# Begonia peruibensis
Begonia peruibensis là một loài thực vật có hoa trong họ Thu hải đường. Loài này được Handro mô tả khoa học đầu tiên năm 1979 publ. 1980.